# Szlak Graniczny im. Andrzeja Marcinkowskiego

Szlak Graniczny im. Andrzeja Marcinkowskiego – pieszy szlak turystyczny w  powiecie polickim, na zachodnim skraju Wału Stobniańskiego, przy granicy z Niemcami. Szlak został wyznakowany w 2006. Nosi imię Andrzeja Marcinkowskiego - działacza PTTK, przewodniczącego Regionalnej Komisji Turystyki Pieszej PTTK, inicjatora wytyczenia tego szlaku.

## Przebieg
- [0,0 km]  Dobra Szczecińska (przystanek ZDiTM Szczecin)   Szlak nad Jezioro Świdwie
- [4,7 km]  Wąwelnica
- [7,0 km]  Lubieszyn
- [10,1km] Kościno
- [13,5km] Bobolin (przystanek ZDiTM Szczecin)